# Lista de capitais do Brasil por mortalidade infantil
| 20‰ ou mais 17,5-19,9‰ 15-17,4‰ | 12,5-14,9‰ 10-12,4‰ 9,9‰ ou menos |

Mapa das unidades federativas do Brasil por índice de mortalidade infantil em 2015.

Esta é a lista de capitais do Brasil por mortalidade infantil, índice que representa a quantidade de mortes de crianças no primeiro ano de vida observada durante um determinado ano a cada mil nascidos vivos neste mesmo período. Os dados foram coletados do relatório disponibilizado em pela Agenda Mais SUS nas Cidades.
Os índices de mortalidade infantil no Brasil são preocupantes, nas capitais localizadas nas regiões Norte e Nordeste, onde o acesso à saúde é ainda mais limitado, os coeficientes são maiores, contrastando com a região Sul, em que as três capitais com menor índice estão, todas, nessa região.

## Lista
| #  | Capital        | UF                  | 2022 | 2018 | Fonte |
| -- | -------------- | ------------------- | ---- | ---- | ----- |
| 1  | Macapá         | Amapá               | 18,8 | 21,5 | [ 5 ] |
| 2  | São Luís       | Maranhão            | 17,5 | 15,7 | [ 5 ] |
| 3  | Salvador       | Bahia               | 17,2 | 15,7 | [ 5 ] |
| 4  | Aracaju        | Sergipe             | 16,8 | 18,2 | [ 5 ] |
| 5  | Teresina       | Piauí               | 15,5 | 13,9 | [ 5 ] |
| 6  | João Pessoa    | Paraíba             | 15,1 | 10,6 | [ 5 ] |
| 7  | Rio Branco     | Acre                | 14,9 | 14,3 | [ 5 ] |
| 8  | Belém          | Pará                | 14,8 | 14,6 | [ 5 ] |
| 9  | Boa Vista      | Roraima             | 13,9 | 13,6 | [ 5 ] |
| 10 | Cuiabá         | Mato Grosso         | 13,6 | 11,4 | [ 5 ] |
| 11 | Manaus         | Amazonas            | 13,6 | 13,8 | [ 5 ] |
| 12 | Porto Velho    | Rondônia            | 13,3 | 12,2 | [ 5 ] |
| 13 | Maceió         | Alagoas             | 12,7 | 13,4 | [ 5 ] |
| 14 | Rio de Janeiro | Rio de Janeiro      | 11.8 | 11,7 | [ 5 ] |
| 15 | Fortaleza      | Ceará               | 11,7 | 11,4 | [ 5 ] |
| 16 | Recife         | Pernambuco          | 10,9 | 10,5 | [ 5 ] |
| 17 | São Paulo      | São Paulo           | 10,9 | 11,0 | [ 5 ] |
| 18 | Vitória        | Espírito Santo      | 10,9 | 9,0  | [ 5 ] |
| 19 | Natal          | Rio Grande do Norte | 10,8 | 11,0 | [ 5 ] |
| 20 | Palmas         | Tocantins           | 10,7 | 10,8 | [ 5 ] |
| 21 | Campo Grande   | Mato Grosso do Sul  | 10,7 | 9,9  | [ 5 ] |
| 22 | Goiânia        | Goiás               | 10,2 | 10,5 | [ 5 ] |
| 23 | Belo Horizonte | Minas Gerais        | 9,6  | 9,9  | [ 5 ] |
| 24 | Curitiba       | Paraná              | 8,6  | 8,3  | [ 5 ] |
| 25 | Porto Alegre   | Rio Grande do Sul   | 7,7  | 9,0  | [ 5 ] |
| 26 | Florianópolis  | Santa Catarina      | 7,7  | 7,7  | [ 5 ] |
| -  | Brasil         | -                   | 12,6 |      | [ 5 ] |